# Askepot (film fra 1950)
 For alternative betydninger, se Askepot (flertydig). (Se også artikler, som begynder med Askepot)
| Portal | Portal:Disney |

Askepot (originaltitel: Cinderella) er en amerikansk animeret musical-fantasy-film fra 1950, som er produceret af Walt Disney og udgivet af RKO Radio Pictures. Filmen er baseret på Charles Perraults eventyr Askepot, og er den 12. film i rækken af Disneys klassikere. Filmen er instrueret af Wilfred Jackson, Hamilton Luske og Clyde Geronimi, mens Mack David, Jerry Livingston og Al Hoffman skrev filmens sange, såsom "Cinderella", "A Dream Is a Wish Your Heart Makes", "Oh, Sing Sweet Nightingale", "The Work Song", "Bibbidi-Bobbidi-Boo" og "So This is Love". Det originale voice-cast bestod af Ilene Woods, Eleanor Audley og Lucille Bliss, mens det danske voice-cast bestod af Lise Ringheim, Karin Nellemose, Kirsten Rolfes, Dirch Passer og Ove Sprogøe.
Op igennem 1940'erne oplevede Walt Disney Productions store økonomiske problemer, da 2. verdenskrig gjorde det umuligt at få udbredt deres film til de europæiske og asiatiske filmmarkeder. Studiets tidligere film Pinocchio (1940), Fantasia (1940), og Bambi (1942) blev alle store økonomiske skuffelser, men disse endte senere med at indtjene stor profit gennem adskillige genudgivelser og udgivelser på VHS og DVD. I 1947 havde studiet en gæld på over $4 mio. og var tæt på at gå konkurs. Walt Disney og hans produktionshold vendte efter en række af kortere film tilbage til spillefilmsproduktion i 1948, da de ønskede at filmatisere Charles Perraults Cendrillon.
Produktionen af filmen varede to år, og Askepot blev udgivet af RKO Radio Pictures i USA den 15. februar 1950. Filmen modtog positive anmeldelser og blev den største anmelder- og kommercielle succes for Disney siden studiets første animerede spillefilm Snehvide og de syv små dværge (1937) og successen hjalp med at vende studiets økonomi. Filmen modtog tre Oscar-nomineringer for bedste lyd, bedste musik og bedste sang for sangen "Bibbidi-Bobbidi-Boo".
Flere årtier senere blev filmen efterfulgt af to direkte-til-video-efterfølgere Askepot 2: Drømmen bliver til virkelighed (2002) og Askepot 3: Tiden skrues tilbage (2007), og en live-action-fortolkning, Eventyret om Askepot, i 2015 instrueret af Kenneth Branagh. Prinsens slot, som ses i filmen, er blevet til The Walt Disney Companys officielle logo, og ligeledes produktionslogoet for Walt Disney Pictures. Slottet er blevet bygget i fuld størrelse i Magic Kingdom-området i Walt Disney World, og i Tokyo Disneyland.
Filmen blev i 2018 optaget i de forenedes staters nationale filmregister, National Film Registry, da Library of Congress anså den for at være "kulturelt, historisk og æstetisk betydningsfuld".

## Handling
Askepot er et højelsket barn af en aristokratisk enkemand. Efter han indser at datteren har brug for moderlig omsorg, gifter han sig med den stolte og hovne dame, Lady Tremaine. Hun har været gift før og har to døtre, Frederikke og Matilde, der er på Askepots alder. De er triste og socialt akavede og de "Grimme Stedsøstre" bliver hurtigt jaloux på den smukke og charmende Askepot.
Familien lever lykkelig nogle år, indtil Askepots far dør. Efter dette viser stedmoderens sande natur sig og imens hun og døtrene overtager ejendommen, begynder de også at udnytte og mishandle Askepot, tilsyneladende kun på grund af hendes skønhed. Hun bliver tvunget til at fungere som tjenestepige og skal altid stå til rådighed for stedsøstrene. Askepot vokser op og bliver en smuk ung kvinde, der kæmper for at fornøje sin stedmor og -søstre. Hun bliver venner med dyrene i huset, der blandet andet inkluderer blodhunden Bruno, hesten Major og de mange mus og fugle der bor i og omkring huset. En dag finder Askepot og hendes muse-ven, lederen af musene, Tim, en mus i en musefælde, som Askepot giver navnet Baldrian, kælenavn Bom.
Oppe på slottet, sidder Kongen og er vred over at Prinsen ikke vil gifte sig. Kongen vil så gerne have børnebørn, så Greven og Kongen arrangerer et bal, så der forhåbentlig kommer en pige som Prinsen kan forelske sig i. Alle piger i hele kongeriget får bud om at komme.
Da invitationen til ballet ankommer, spørger Askepot stedmoderen om hun må komme med. Stedmoderen fortæller at hun må tage med, hvis hun er færdig med sine pligter og kan finde en passende kjole. For at forhindre hende i at have tid til at sy en kjole, får hun et bjerg af pligter. Alle musene beslutter at hjælpe Askepot, og Tim og Bom finder skærf og perlekæde, mens de andre mus syr på en af Askepots mors gamle kjoler.

Da Askepot viser søstrene og stedmoderen sin kjole, påpeger stedmoderen at skærfet og perlerne da Frederikke og Matildes, hvilket får dem til at sønderrive kjolen. Askepot løber grædende ud i haven, mens søstrene og stedmoderen drager til bal på slottet.
Askepots Gode Fe dukker op ude i haven og hjælper hende. Feen forvandler musene til heste, hunden Bruno og hesten Major til kuske, et græskar til en karet og hendes sønderrevende kjole til en vidunderlig hvid kjole og glas-sko. Askepot tager af sted, med den Gode Fes advarsel om at fortryllelsen bliver ophævet til midnat.
Ved ballet har Prinsen afvist alle piger, indtil han ser Askepot. De danser gennem hele slottet, men da klokken begynder at ringe klokken tolv, må Askepot løbe til sin karet og flygte fra slottet, hvor hun kommer til at tabe sin ene glas-sko. Efter Greven fortælle om denne katastrofe, finder de på at de vil finde Askepot ved at bruge skoen.
Den næste morgen kommer der bud om at Greven vil besøge ethvert hus i kongeriget for at finde pigen der kan passe skoen, så hun kan bliver gift med Prinsen. Da nyheden når Askepots hjem, begynder søstrene og stedmoderen at gøre klar til at Greven skal komme. Askepot hører dette og begynder at nynne sangen fra slottet den foregående aften og stedmoderen indser at Askepot var pigen der dansede med Prinsen. Stedmoderen følger efter Askepot op til hendes loftkammer og låser hende inde.
Da Greven kommer huset, har musene stjålet nøglen til værelset fra stedmoderen og efter en kamp med katten Lucifer, får de låst op. Frederikke prøver imens skoen, men hendes fod er for stor. Matilde prøver også skoen, men den passer heller ikke. Lige da Greven skal til at gå, kommer Askepot frem oppe på trappeafsatsen og spørger, om hun også må prøve skoen. Stedmoderen prøver at overbevise Greven om at hun blot er en ussel tjenestepige, men Greven minder hende skarpt om at alle piger skal prøve skoen. Ligeglad med pigens rang i huset, prøver hun skoen, der passer perfekt.
Ved brylluppet, står Askepot og Prinsen på trappeafsatsen, mens Konge og Greven kaster med konfetti på parret. Da de går ned af trappen, taber Askepot igen sin sko, som denne gang bliver sat på plads af Kongen. Den sidste scene i filmen, er hvor det nygifte par kysser hinanden, mens indtaleren siger: "...og de levede lykkeligt til deres dages ende".

## Stemmer
| Figur       | Amerikanske skuespillere                   | Danske skuespillere |
| ----------- | ------------------------------------------ | ------------------- |
| Askepot     | Ilene Woods                                | Lise Ringheim       |
| Stedmoderen | Eleanor Audley                             | Karin Nellemose     |
| Frederikke  | Lucille Bliss                              | Bodil Steen         |
| Mathilde    | Rhoda Williams                             | Vera Gebuhr         |
| Feén        | Verna Felton                               | Kirsten Rolffes     |
| Bum         | Jimmy MacDonald                            | Dirch Passer        |
| Tim         | Jimmy MacDonald                            | Ove Sprogøe         |
| Kongen      | Luis van Rooten                            | Sigurd Langberg     |
| Prinsen     | William Phipps (tale) Mike Douglas (sange) | Poul Bundgaard      |
| Hofgreven   | Luis van Rooten                            | Knud Heglund        |
| Fortælleren | Betty Lou Gerson                           | Berthe Qvistgaard   |

## Priser og nomineringer
Academy Awards
- 1951: Nomineret: "Best Music, Original Song" – Mack David, Al Hoffman og Jerry Livingston, for sangen "Bibbidy-Bobbidi-Boo"
- Nomineret: "Best Music, Scoring of a Musical Picture" – Oliver Wallace og Paul J. Smith
- Nomineret: "Best Sound, Recording"

Berlin International Film Festival
- 1960: Nomineret: "Golden Berlin Bear" – Wilfred Jackson, Hamilton Luske og Clyde Geronimi
- 1951: Vandt: "Audience Poll: Grand Bronze Plate" – Clyde Geronimi, Wilfred Jackson og Hamilton Luske
- 1951: Vandt: "Golden Berlin Bear Best Musical" – Clyde Geronimi, Wilfred Jackson og Hamilton Luske

Hugo Awards
- 1951: Nomineret: "Best Dramatic Presentations"

Satellite Awards
- 2005: Nomineret: "Outstanding Youth DVD" (2-Disc Special Edition).

Venice Film Festival
- 1950: Vandt: "Special Prize" – Walt Disney, også for filmen Beaver Valley.
- 1950: Nomineret: "Golden Lion" – Clyde Geronimi, Wilfred Jackson og Hamilton Luske

Young Artist Awards
- 1999: "Former Child Star Lifetime Achievement Award" – Lucille Bliss